# Ваља Хођеј (Бакау)
Ваља Хођеј (рум. Valea Hogei) насеље је у Румунији у округу Бакау у општини Липова. Oпштина се налази на надморској висини од 215 m.

## Становништво
Према подацима из 2002. године у насељу је живело 315 становника, од којих су сви румунске националности.